# Dordoi Bichkek
Maillots
Le Futbal Klubu Dordoi Bichkek (en kirghize : футбол клубу Дордой Бишкек), plus couramment abrégé en Dordoi Bichkek, est un club kirghiz de football fondé en 1997 et basé à Bichkek, la capitale du pays.
Le club, qui appartient à l'association Dordoi (groupe de sociétés qui détient le marché dordoy à Bichkek), est le club le plus titré du pays.

## Histoire

### Repères historiques
- 1997 : fondation du club sous le nom de Dordoi Naryn
- 1998 : le club est renommé Dordoi-Jachtyk-SKIF Naryn
- 1999 : le club est renommé Dordoi Naryn
- 2004 : le club est renommé Dordoi-Dynamo Naryn
- 2010 : le club est renommé Dordoi Bichkek

## Palmarès
| Compétitions nationales | Compétitions internationales                                                                            |
| --- | --- |
| - Championnat du Kirghizstan (13) : - Champion : 2004, 2005, 2006, 2007, 2008, 2009, 2011, 2012, 2014, 2018, 2019, 2020, 2021. - Vice-champion : 2010, 2013. - Coupe du Kirghizistan (10) : - Vainqueur : 2004, 2005, 2006, 2008, 2010, 2012, 2014, 2016, 2017 et 2018. - Finaliste : 2013. - Supercoupe du Kirghizistan (4) : - Vainqueur : 2011, 2012, 2013 et 2014. - Finaliste : 2010. | - Coupe du président de l'AFC (2) : - Vainqueur : 2006 et 2007. - Finaliste : 2005, 2008, 2009 et 2010. |

## Personnalités du club

### Propriétaires du club
- Askar Salymbekov

### Présidents du club
- Ulugbek Salymbekov

### Entraîneurs du club
- Boris Podkorytov (janvier 2004 — janvier 2005)
- Boris Podkorytov (juin 2006 — décembre 2007)
- Sergeï Dvoriankov (janvier 2008 — décembre 2013)
- Zaviša Milosavljević (janvier 2014 — 27 octobre 2015)
- Anarbek Ormombekov (novembre 2015 — 6 juin 2016)
- Rouslan Sydykov (6 juin 2016 — ?)
- Murat Dzhumakeev (18 août 2016 — 23 août 2016)
- Aleksandr Krestinine

## Identité du club

### Logo

Dordoi-Dynamo Naryn
Dordoi Bichkek

## Galerie

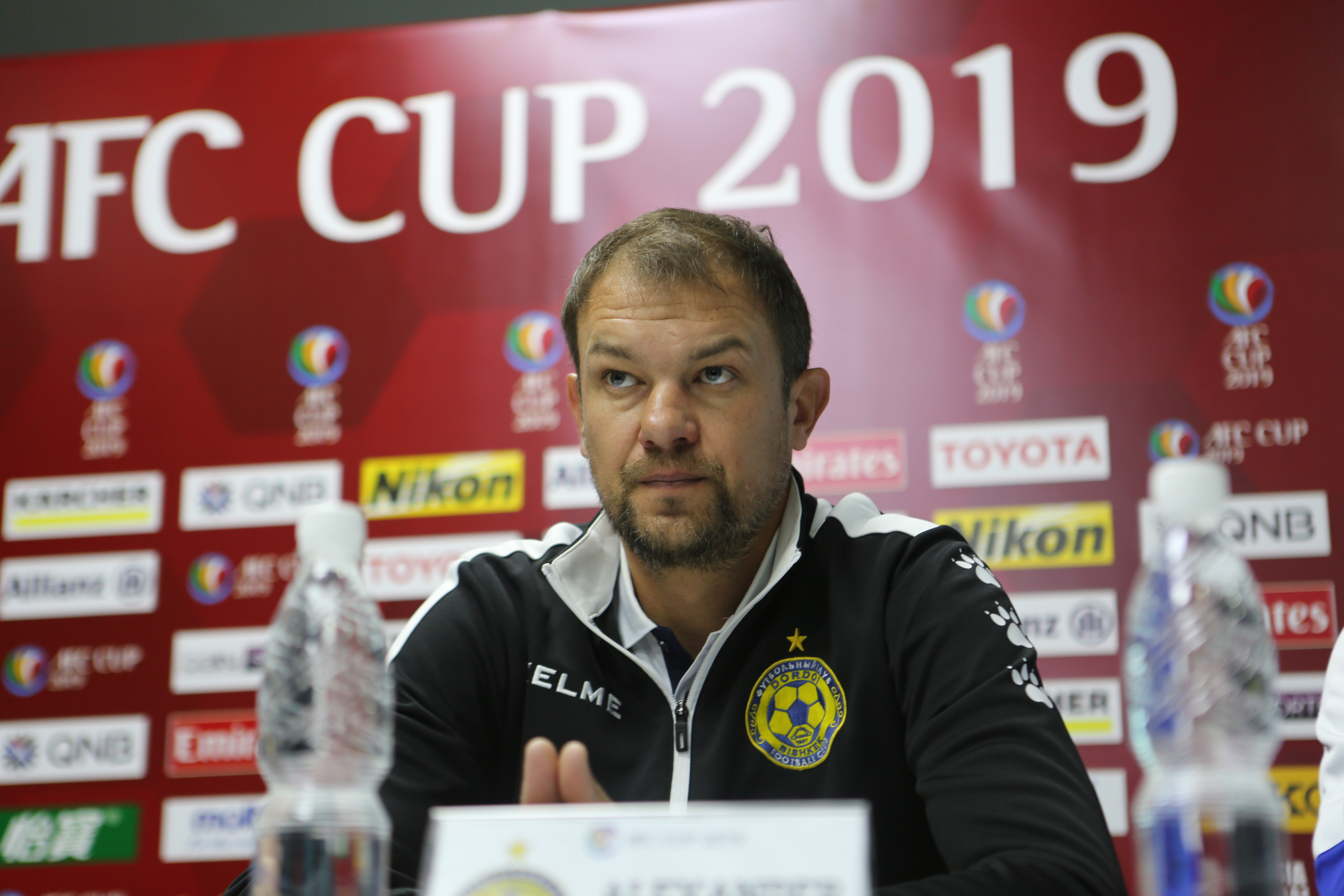
L'entraîneur Aleksandr Krestinine en conférence de presse
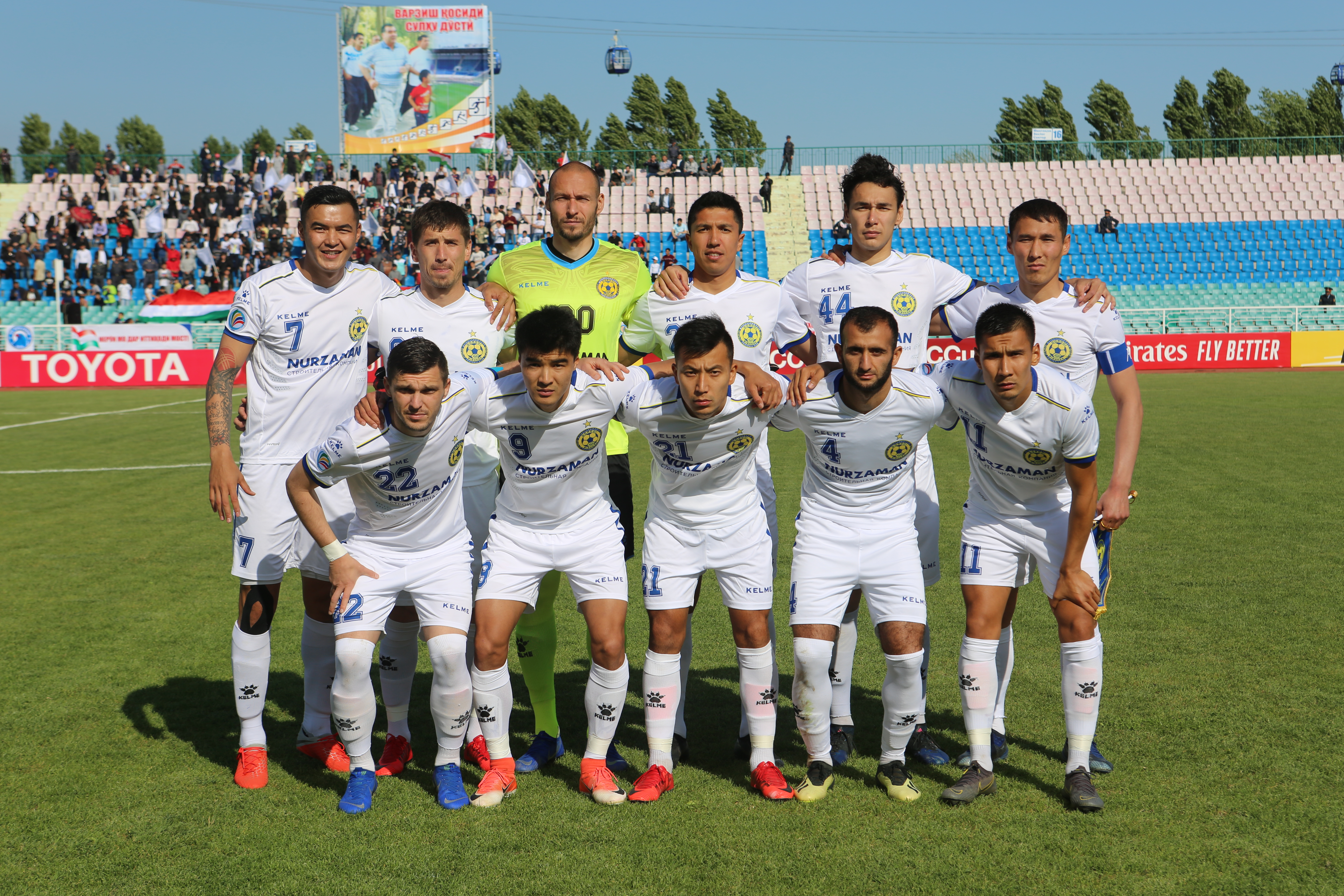
Le Dordoi contre le FK Khodjent en Coupe de l'AFC 2019
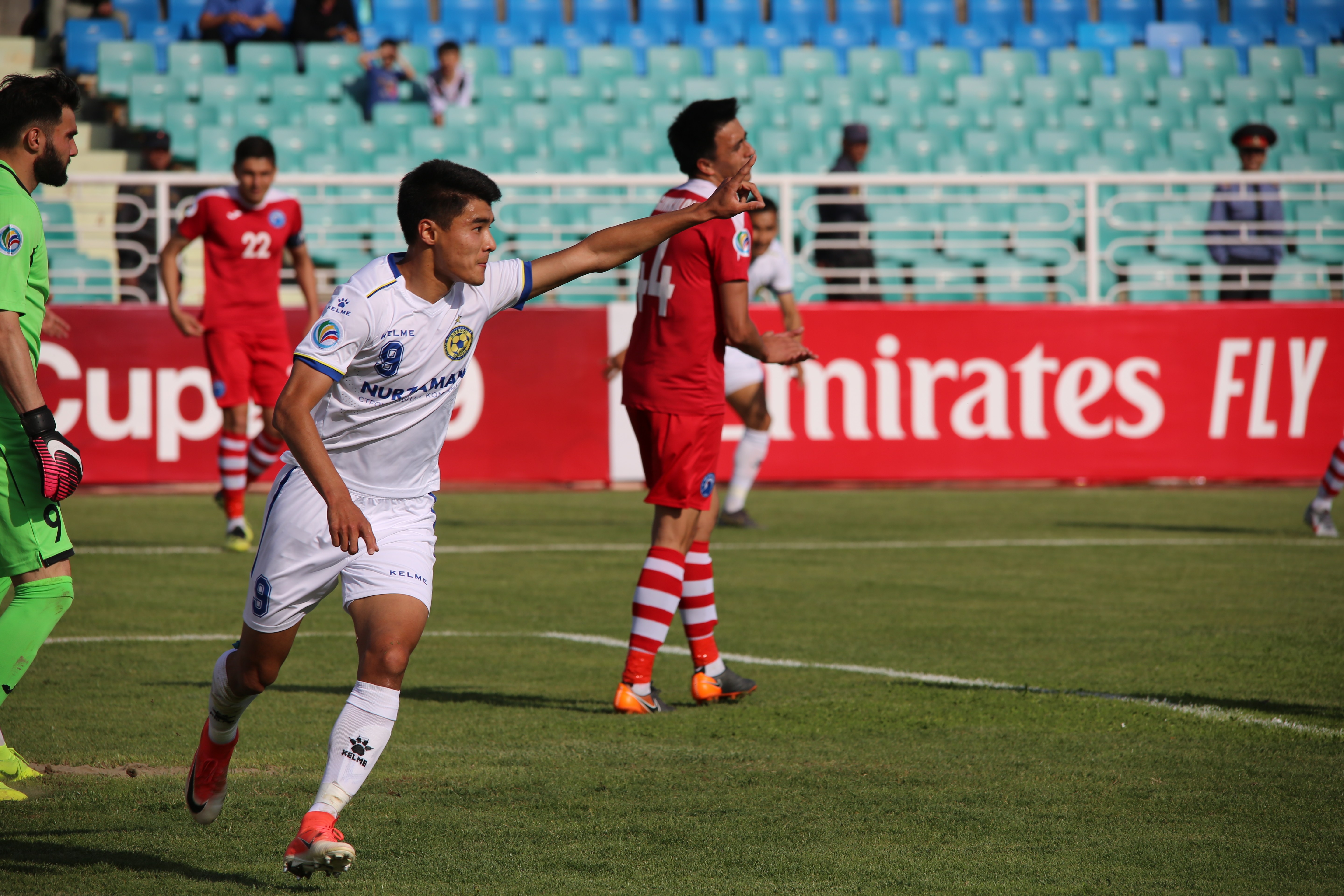
Bekzhan Sagynbaïev marquant un but contre le FK Khodjent en Coupe de l'AFC 2019
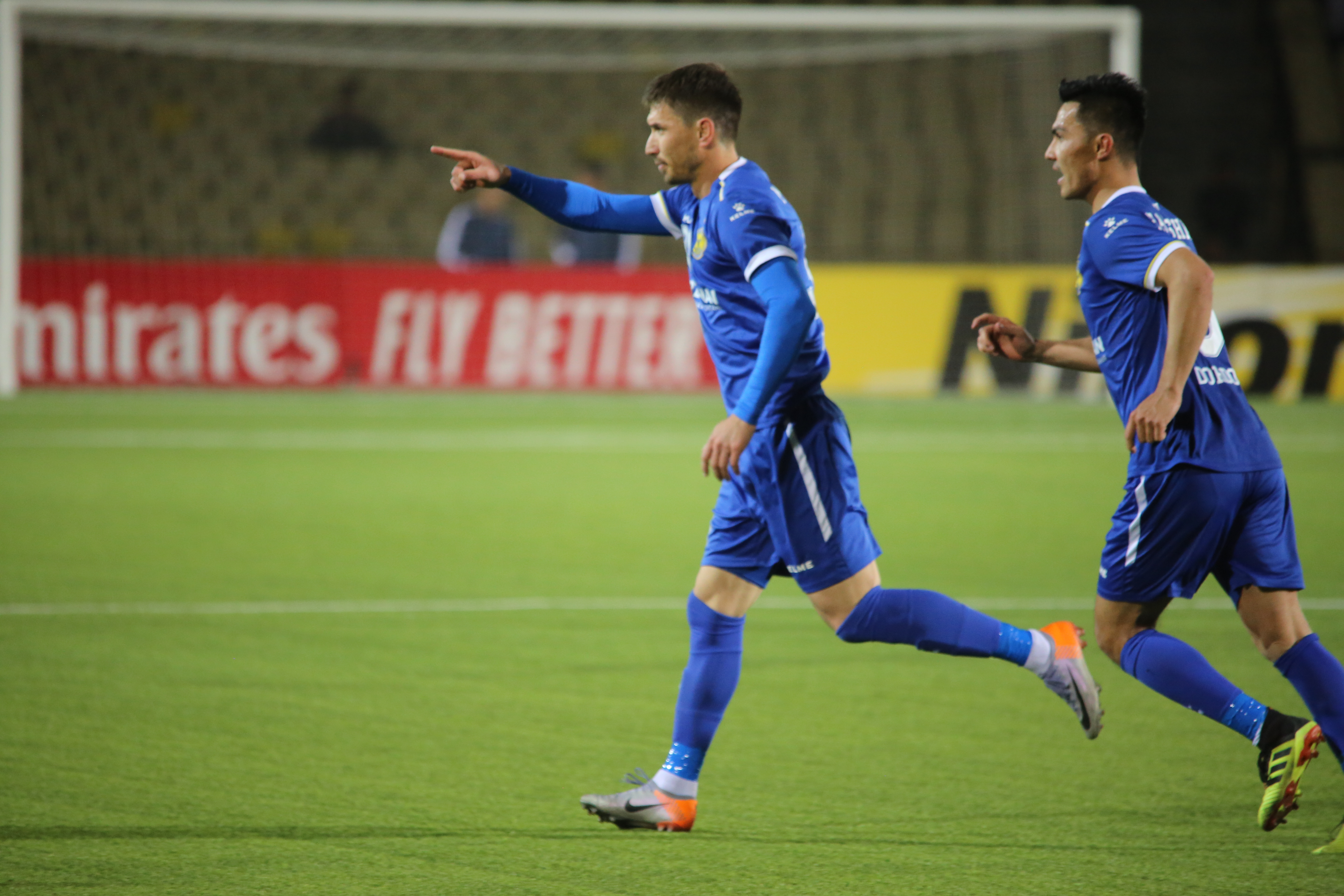
Mirlan Murzaïev marquant un but contre l'Istiqlol Douchanbé en Coupe de l'AFC 2019
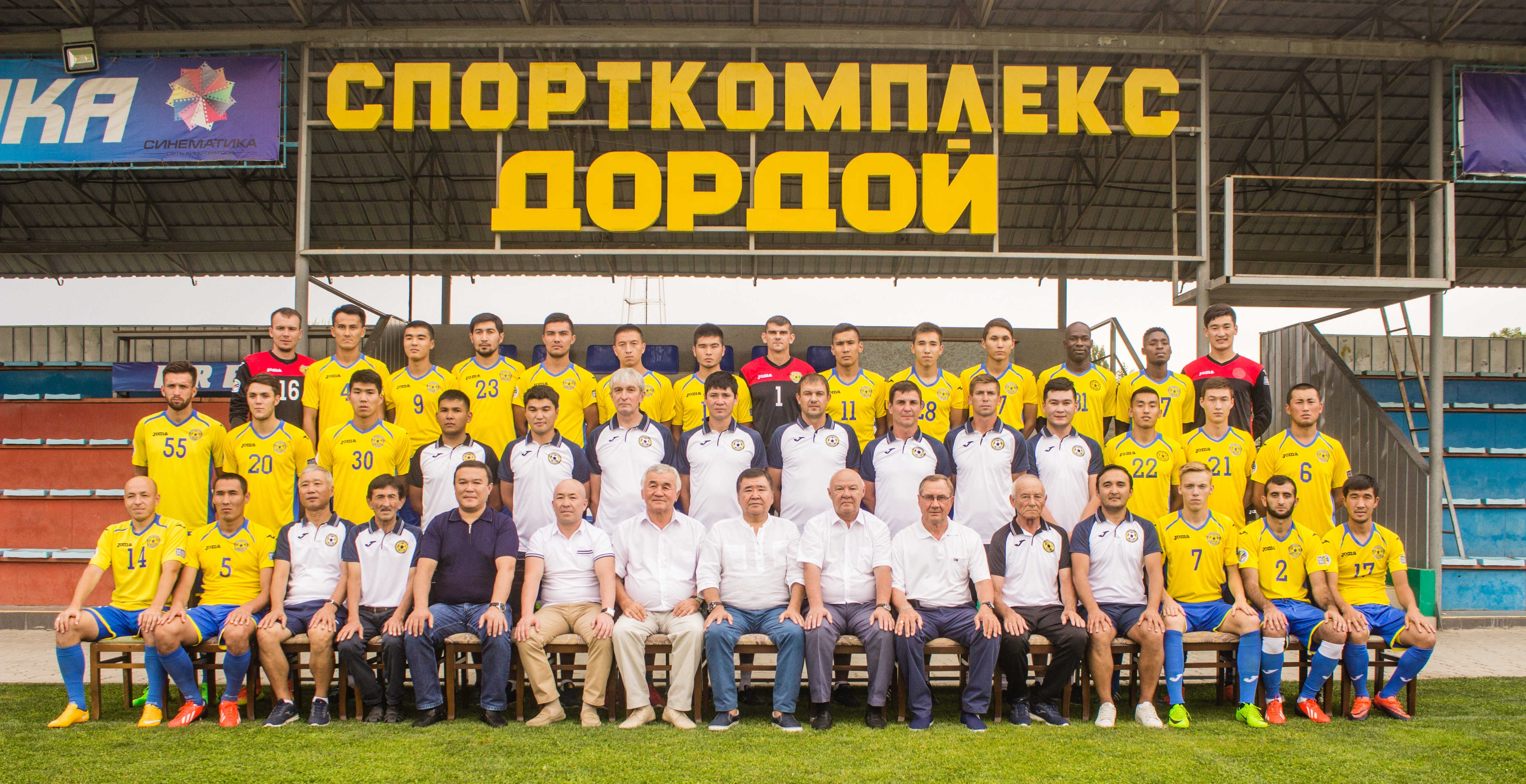
L'équipe première en août 2017
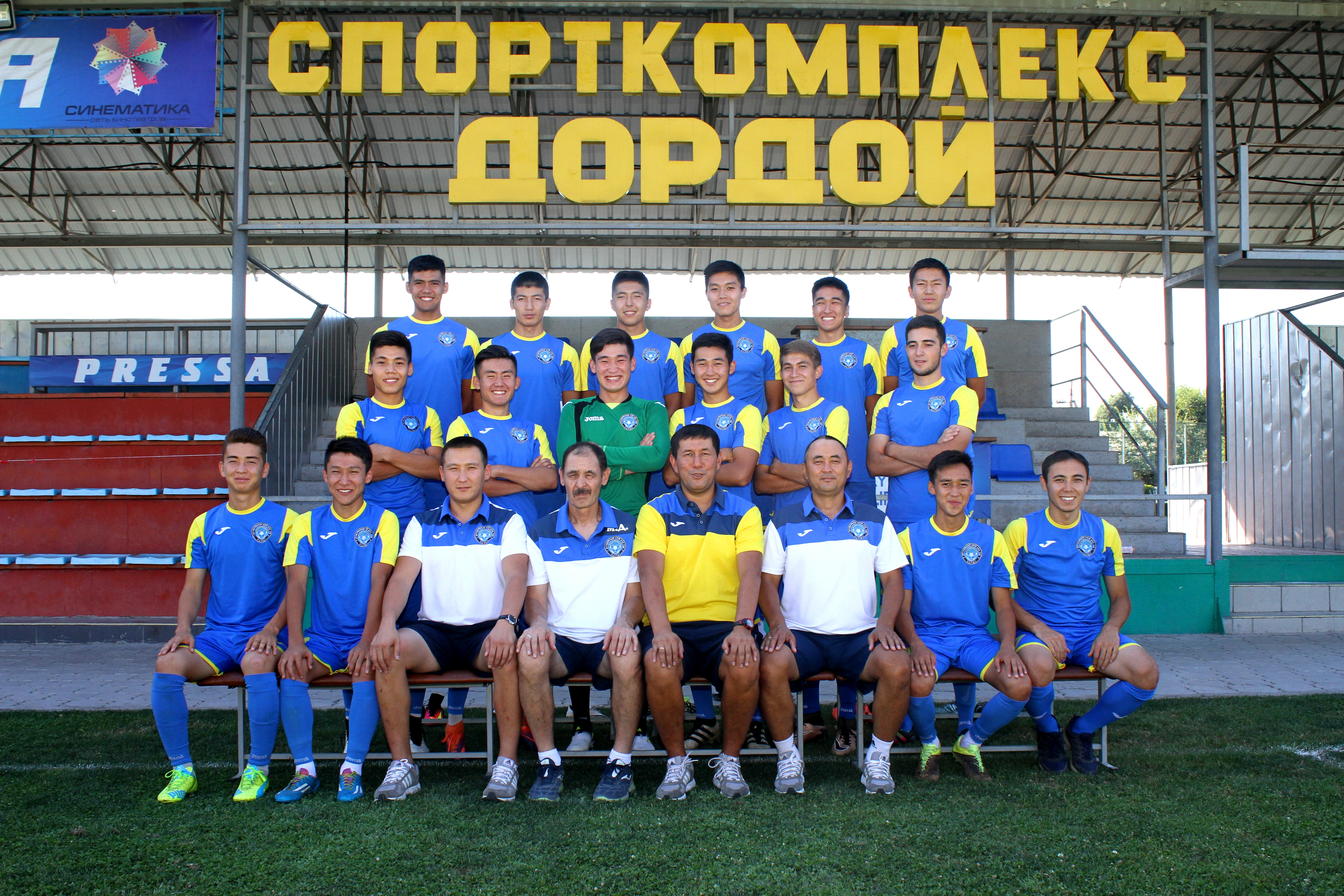
L'équipe B en 2017